# Потук, Алпер
Алпер Потук (тур. Alper Potuk; родился 8 апреля 1991 года в Болвадине, Турция) — турецкий футболист, полузащитник клуба «Гостивар» и сборной Турции.

## Клубная карьера

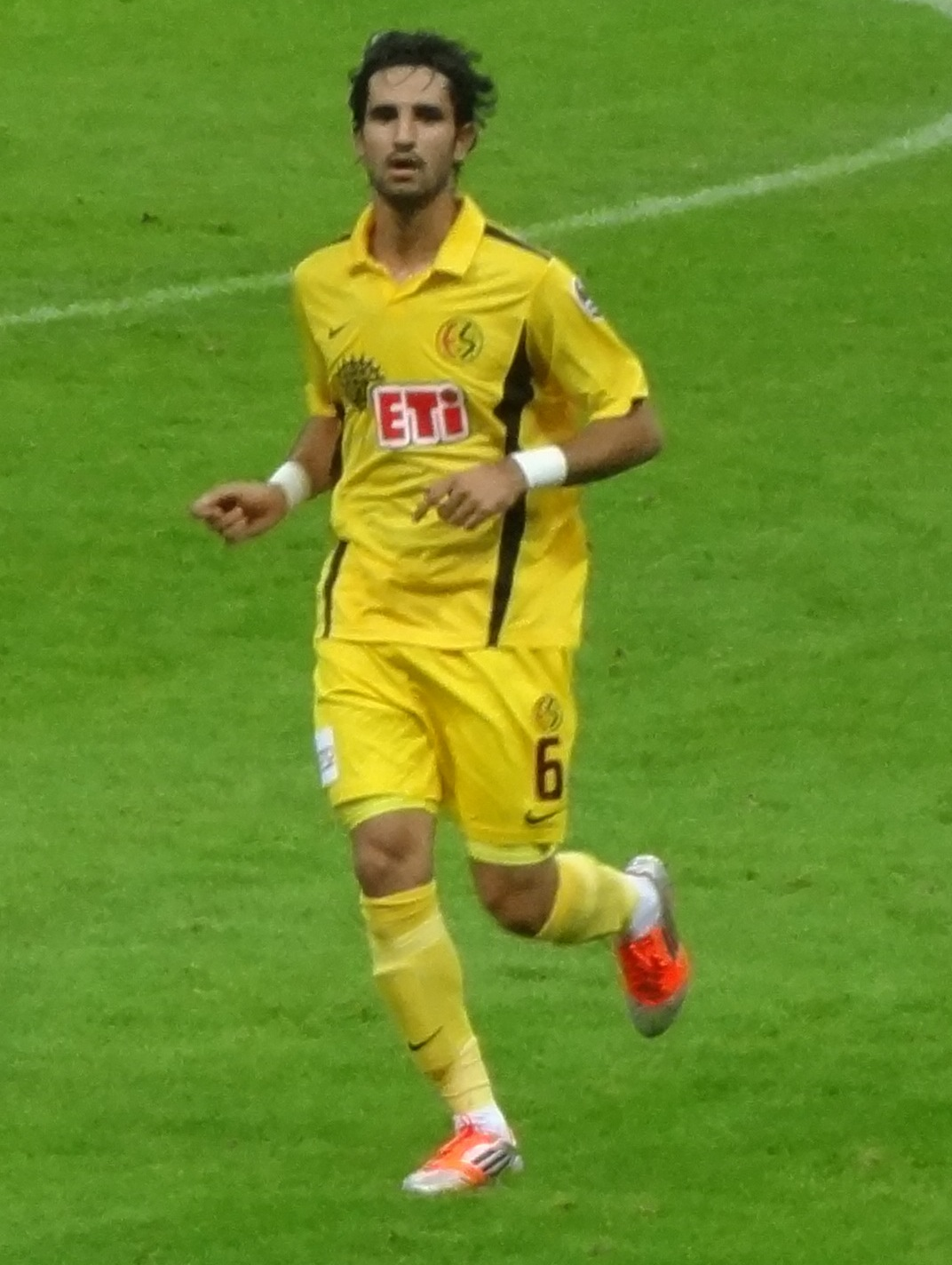
Потук в составе «Эскишехирспора»

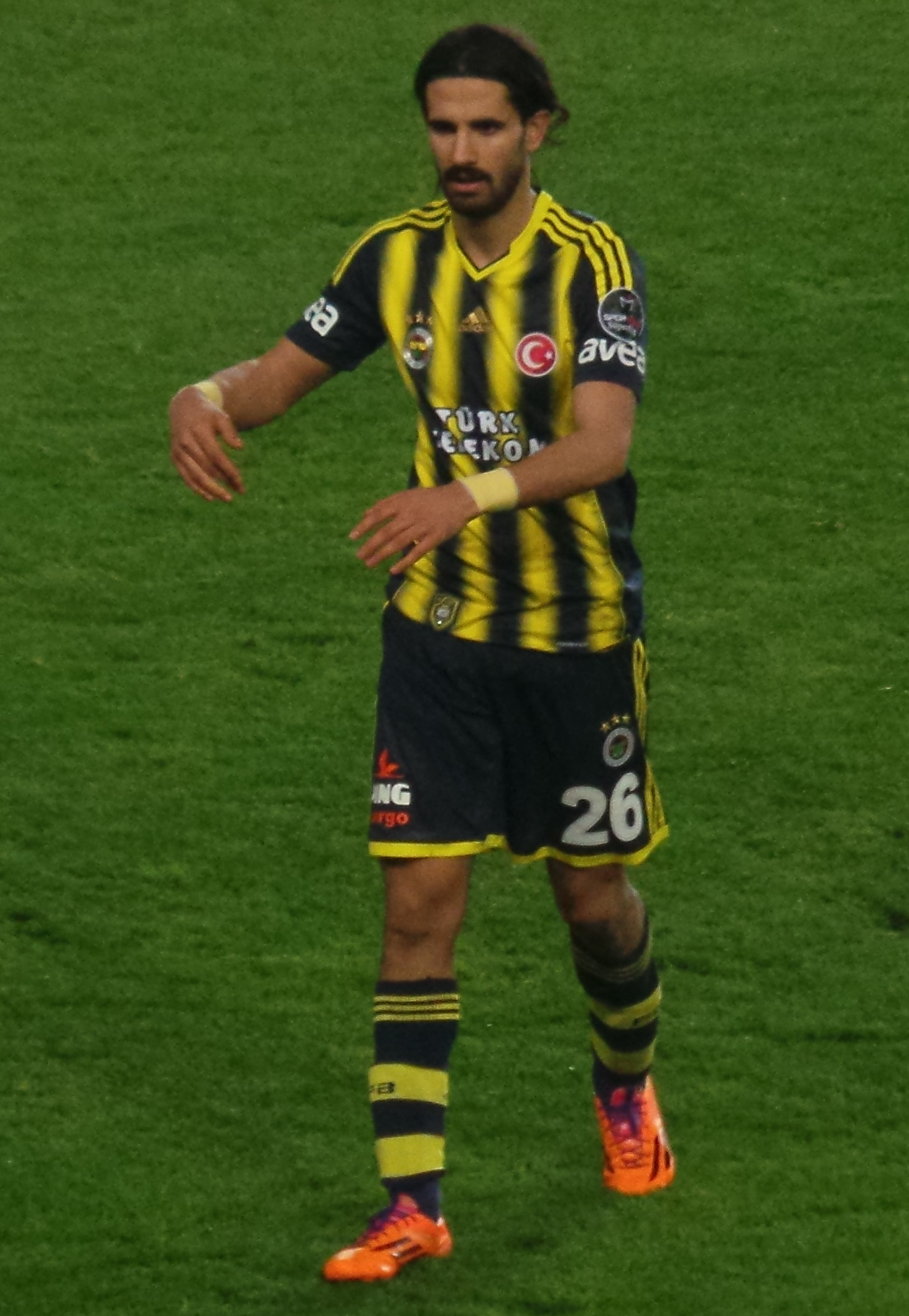
Потук в составе «Фенербахче»

Потук начал играть в футбол на улицах своего родного города, в последующем его отец получил работу в городе Эскишехир и семья переехала туда. Он заниматься в команде «Чифтелер». В 2005 году Алпера приняли в футбольную школу местного «Эскишехирспора», после того, как он забил гол в ворота детской команды клуба. В 2008 году Потук был включён в заявку основы на сезон. 29 мая 2009 года в матче против «Газиантепспора» он дебютировал в турецкой Суперлиге, заменив во втором тайме Эмре Томарона. 29 октября 2011 года в поединке против «Самсунспора» Потук забил свой первый гол за «Эскишехиспор». 19 июля 2012 года в матче квалификационного раунда Лиги Европы против шотландского «Сент-Джонстона» Адпер забил гол.
Летом 2013 года Потук перешёл в «Фенербахче», подписав контракт на пять лет. Сумма трансфера составила 6,25 млн евро. 17 августа в матче против «Коньяспора» он дебютировал за новую команду. 31 августа в поединке против «Сивасспора» Алпер забил свой первый гол за «Фенербахче». В своём дебютном сезоне он помог команде выиграть чемпионат, а в следующем завоевать Суперкубок Турции.

## Международная карьера
29 февраля 2012 года в матче против сборной Словакии Алпер дебютировал за сборную Турции, заменив во втором тайме Арду Турана. 21 мая 2014 года во встрече против сборной Косово он забил свои первый гол за национальную команду.

### Голы за сборную Турции
| #   | Дата        | Место                                  | Противник | Результат | Счёт | Соревнование      |
| --- | ----------- | -------------------------------------- | --------- | --------- | ---- | ----------------- |
| 01. | 21 мая 2014 | Адем Яшари, Косовска-Митровица, Косово | Косово    | 1:6       | 1:6  | Товарищеский матч |

## Достижения
Командные
 «Фенербахче»
- Чемпион Турции — 2013/14
- Обладатель Суперкубка Турции — 2014